# 桃川祐子
桃川 祐子（ももかわ ゆうこ、1986年3月20日 - ）は、日本の元タレント、元グラビアアイドル、元レースクイーン。東京都出身。かつてはスタイルコーポレーション、フィットワンに所属していたが、引退時の所属事務所は不明であった。
女性アイドルグループ「JUICY」の元メンバー。

## 来歴
2009年、SUPER GT「ARKTECH MOTORSPORTS KUMHO　RACING QUEEN」でレースクイーンデビュー。2010年、スーパー耐久イメージガール「JUICY」に新メンバーとして加入。
2011年はJUICYとしての活動を継続するかたわら、SUPER GT「LEXUS TEAM KRAFT D'Station フレッシュエンジェルス」でレースクイーン活動を行う。
2012年 - 2013年、SUPER GT「LEXUS TEAM KeePer TOM'S キーパーエンジェルズ」を2年連続で務める。また2013年にはSUPER GTマレーシアラウンドのイメージガールとして約1ヵ月間現地に滞在しPR活動を行った。同年レースクイーンを卒業。
2013年12月1日付でスタイルコーポレーションを退所すると共にJUICYから脱退。同月よりフィットワンに移籍したが、2015年10月時点でフィットワンの公式ホームページから桃川の名が消されていた。
その後も芸能活動自体は継続していたが、2019年12月14日の自身のブログで、翌2020年2月1日のラピカ撮影会をもって、芸能界を引退することを表明した。先述の通り引退時の所属事務所については不明であった。

## 人物
- 趣味はショッピングで、特技はピアノ、器械体操。
- 保育士、社会福祉士の免許を持っている。
- 好きな色はピンクと白。

## テレビ出演
- 神さまぁ〜ず（TBS）
- ホリさまぁ〜ず（TBS）
- LEADER'S HOW TO BOOK ジョーシマサイト（テレビ朝日）
- ジャンクSPORTS（フジテレビ）

## リリース作品
DVD
- Peach Fizz（2009年8月22日発売・グラッソ）
- Peach Mode〜祐子の桃色想い〜（2011年2月25日発売・グラッソ）
- ゆうこ先生の唄（2011年10月28日発売・グラッソ）
- ももいろ授業中！アメイジングゆうこ先生（2014年6月27日発売・マックス）
- For you all（2014年12月26日発売・グラッソ）
- あなたへ…（2015年4月24日発売・グラッソ）
- 桃の天然水（2015年7月31日発売・グラッソ）

## 関連人物
- 渕脇レイナ
スタイル時代の同僚で、JUICYでも活動を共にした。ちなみに桃川より2つ下である。
- 佐藤ゆりな
元アヴィラ所属のレースクイーン、タレント。2009年のKUMHOレーシングクイーンで一緒だった。ちなみに桃川より5つ上である。
- 高橋千咲姫
2013年のキーパーエンジェルズで共演。桃川と同じ1986年生まれで、アイドルユニットの一員（高橋は「dreamy」、桃川は「JUICY」）という共通点もある。